# 河本忍
河本 忍（かわもと じん、1970年3月4日 - ）は、日本の元俳優。旧芸名、河本 刃（読み同じ）。
神奈川県出身。スターダストプロモーションに所属していた。

## 来歴・人物
小学生の時に、新聞に載っていた劇団の団員募集の広告を見た母がこれに応募し、子役として活動を開始する。当初の芸名は「河本 刃」であったが、1987年から「河本 忍」に改名。
1988年、スーパー戦隊シリーズ『超獣戦隊ライブマン』の追加メンバーのオーディションに合格し、相川純一（グリーンサイ）役でレギュラー出演。自身が演じるキャラクターについて「他のメンバーの邪魔にならない、一人前のライブマンに一日も早く成長してほしい」と当時のインタビューで語っている。
結婚を機に芸能界を引退している。

## 出演

### テレビドラマ
- サーティーン・ボーイ（1985年、TBS）
- もしも、学校が…!?（1985年、TBS） - 原田 役
- スケバン刑事III 少女忍法帖伝奇（1987年 - 1988年、CX）- ゴロウ 役
- 京大アメリカンフットボール部誕生秘話 君に涙は似合わない（1988年、ABC）
- 超獣戦隊ライブマン（1988年 - 1989年、ANB） - 相川純一 / グリーンサイ 役

### 映画
- BE FREE!（1986年、東映）

### バラエティ
- マイルド欽ドン